# 王烈 (东汉)
王烈（141年—218年），字彥方，男，青州平原人，東漢末北方名士。

## 生平
王烈拜潁川人陳寔為師，與陳寔的兩個兒子結為朋友。當時一些潁川名士如荀爽、賈偉節、李膺和韓元長都跟隨陳寔學習，亦都佩服王烈的性格和行為，都與他交往，王烈當時在全國都很有名氣。學成後王烈回到平原，在那裏興辦學校教育人民，最終帶動了風氣，當地所有人都行善遠惡，一些人即使原本有爭端要找王烈評理，都會在半途或王烈家前和解並折返，為著不要令王烈知道他們有這些爭端。當時連平原國國君亦到王烈那裏籌劃和諮詢政令。
王烈被舉為孝廉，三府同時辟命他都被王烈拒絕，此時董卓作亂，王烈於是到遼東避難，在那裏耕種和鑽研典籍，自得其樂，當地的人都十分尊敬他，如同君主。當時因為國家紛亂，有識見的人不多，一些人結成朋黨，互相攻擊，而當時到遼東避亂的人，很多都被這些人出言誣害，而王烈在那裏居住多年卻沒有問題。王烈同時當遼東太守公孫度的長史，令到遼東強者不欺負弱者，沒有人恃眾凌寡，商人亦沒有抬高價格謀取暴利。後來曹操多番徵召王烈任官，王烈辭任遼東長史，但公孫度及繼位的公孫康都沒有遣送他上任，最終也沒有到職。建安二十三年（218年），王烈七十八歲時病死。

## 性格特徵
- 《先賢行狀》：「通識達道，秉業不回。」
- 王烈為人孝順仁慈。學成後父親逝世，王烈為他哭了三年。又有一年遇到饑荒，路上鄉民快餓死，王烈竟然和他們分享糧食，救了他們的性命。

## 延伸阅读
[在维基数据编辑]
 《後漢書/卷81》，出自范晔《後漢書》
 《三國志·卷11》，出自陳壽《三國志》